# ناخوناوو
ناخوناوو (گرجی: ნახუნავო) یک روستا در شهرداری مارتویلی در استان سامگرلو-زمو سوانتی در غرب گرجستان است.